# 旧加治田駐在所
旧加治田駐在所（きゅうかじたちゅうざいしょ）は、かつて岐阜県加茂郡富加町加治田にあった建築物。
1877年（明治10年）頃竣工。白漆喰の土蔵造にアーチ窓や洋風建築を合わせた擬洋風建築であり、1989年（平成元年）時点では岐阜県に現存する最古の擬洋風建築とされていた。

## 歴史

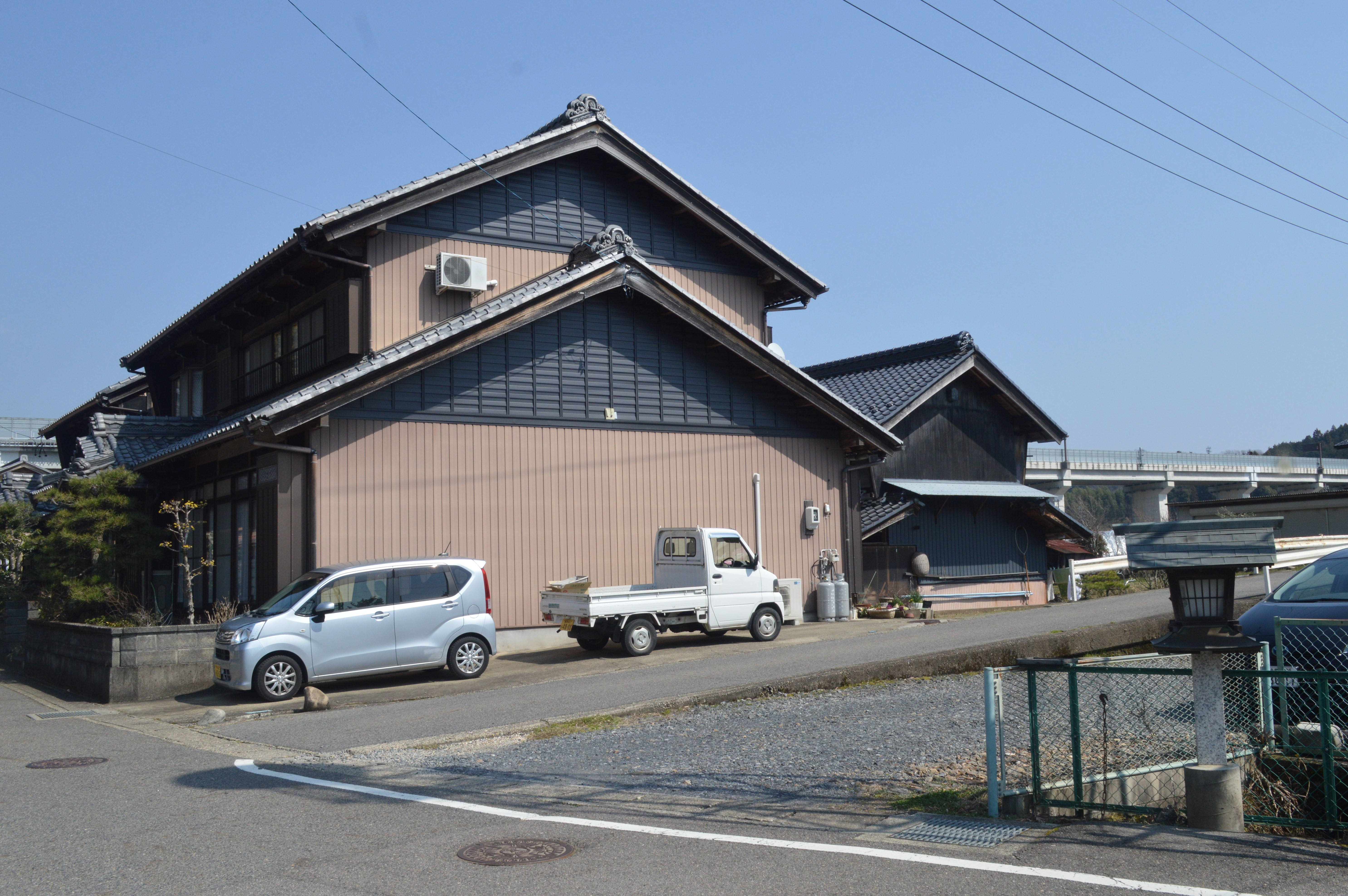
建物跡地（中央の駐車場）

### 加治田駐在所の歴史
美濃国加茂郡加治田村（現・岐阜県加茂郡富加町）は飛騨国などに向かう街道によって栄えた町である。1873年（明治6年）3月、加治田村に第二十三番取締局が設置されて警察官が配置された。1874年（明治7年）5月には第二十三番屯所に改称し、1877年（明治10年）4月には上有知警察署加治田分署に改称し、同年6月29日には御嵩警察署加治田分署に改称した。

### 擬洋風建築の竣工
1877年（明治10年）頃に擬洋風建築の建物が竣工した。1885年（明治15年）8月には関警察署加治田分署に改称した。
戦時中の1941年（昭和16年）2月、太田警察署加治田巡査駐在所に改称した。戦後の1950年（昭和25年）10月25日、加治田巡査駐在所は上町から加治田693番地に移転した。

### その後の建物
その後、建物は井戸理髪店として使用された。1972年（昭和47年）時点の所有者は井戸典二であり、1996年（平成8年）時点の所有者は井戸勝典だった。建物は2010年代に解体された。

## 建築
木造総2階建、桟瓦葺、寄棟造。間口は4.5メートル、奥行は6.3メートル。1階の前部が巡査詰所、1階の後部が控室、2階が宿直室と取調室だった。土蔵造、漆喰塗の外壁、むくり屋根などは和風の要素であるが、バルコニー、窓枠、外壁の隅石など洋風の要素も持つ。